# Papilio iswara
Grande Hélène
Espèce
Papilio iswara, la Grande Hélène est une espèce de lépidoptères (papillons) de la famille des Papilionidae. L'espèce vit en Indochine et en Indonésie. 

## Description

### Imago
L'adulte est un grand papillon qui mesure environ 14 cm d'envergure. À l'avers les ailes antérieures sont noires chez le mâle et noires avec une bande crème chez la femelle. Les ailes postérieures ont des queues et sont noires avec une large macule blanche. Chez le mâle les ailes postérieures portent une lunule rouge parfois peu visible dans l'angle anal tandis que chez la femelle elles présentent deux ocelles rouges. Au revers les ailes antérieures sont noires avec une bande plus claire, les ailes postérieures portent une large macule blanche prolongée de bleu-gris et deux ocelles orangées dans l'angle anal. Chez la femelle les ailes postérieures portent aussi quelques lunules orangées.   
Le corps est noir chez les deux sexes, avec des macules et des rayures blanches sur la tête, le ventre et les flancs.  

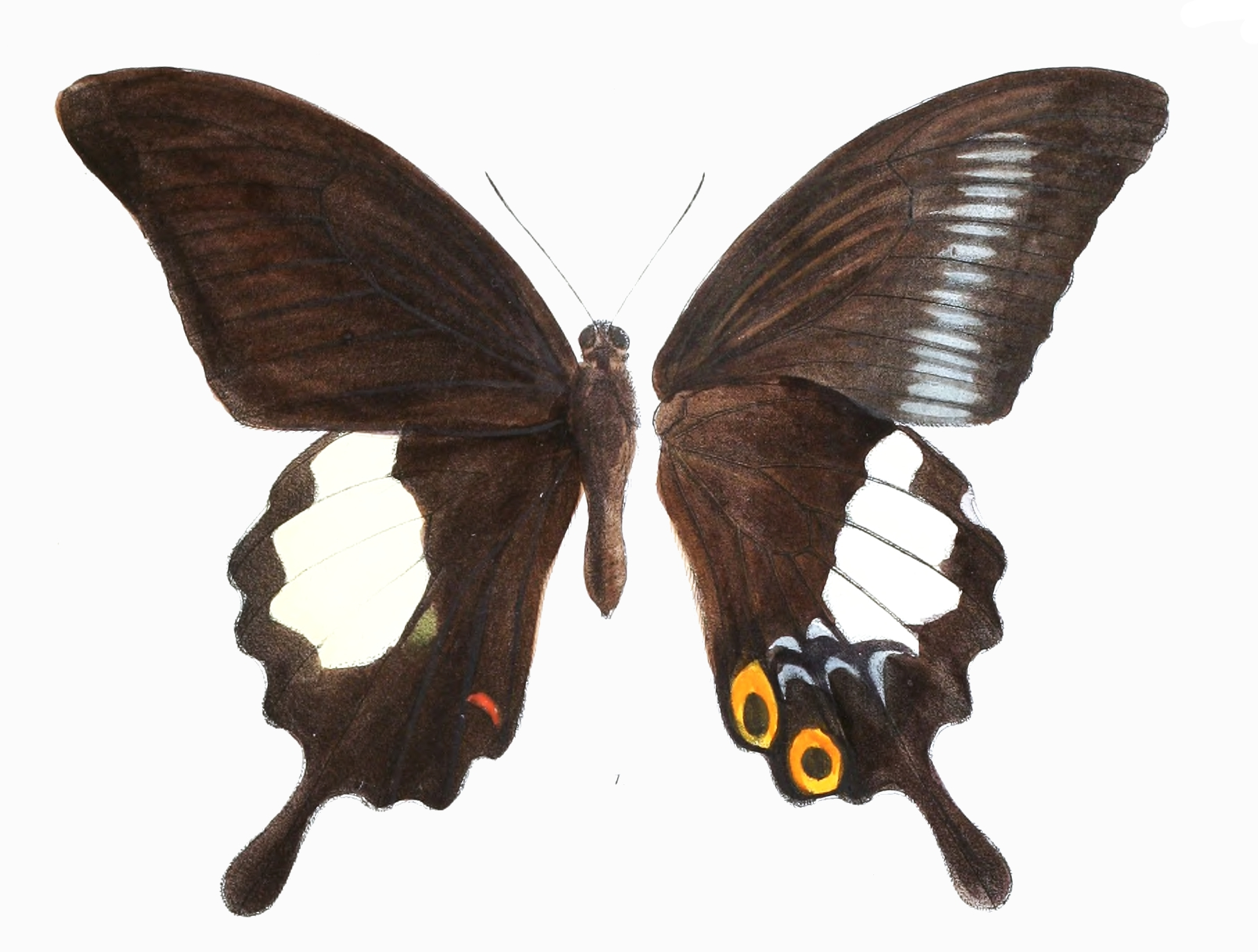
Mâle, illustration montrant l'avers et le revers.
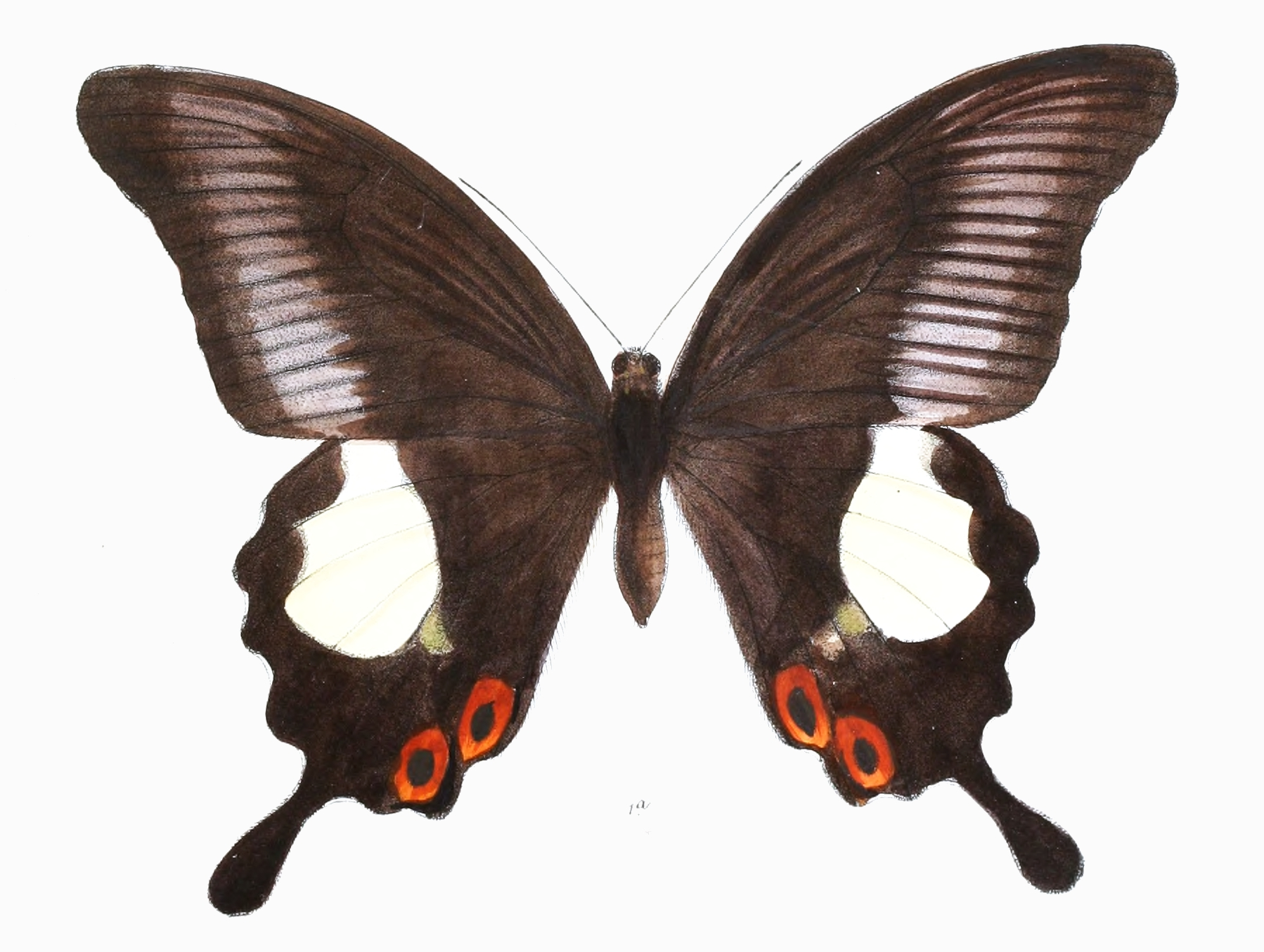
Femelle, avers.
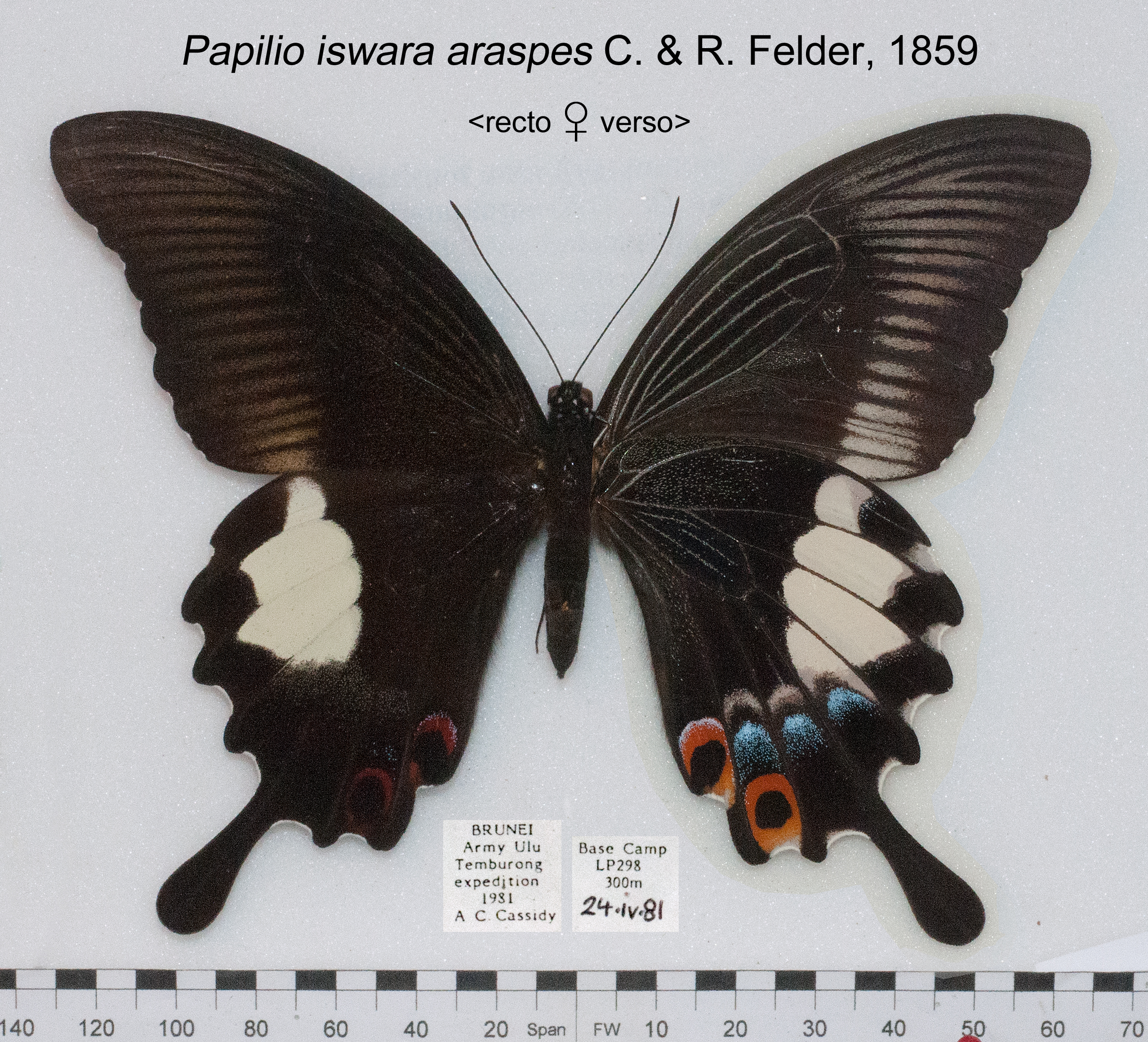
Papilio iswara araspes femelle, avers et revers.
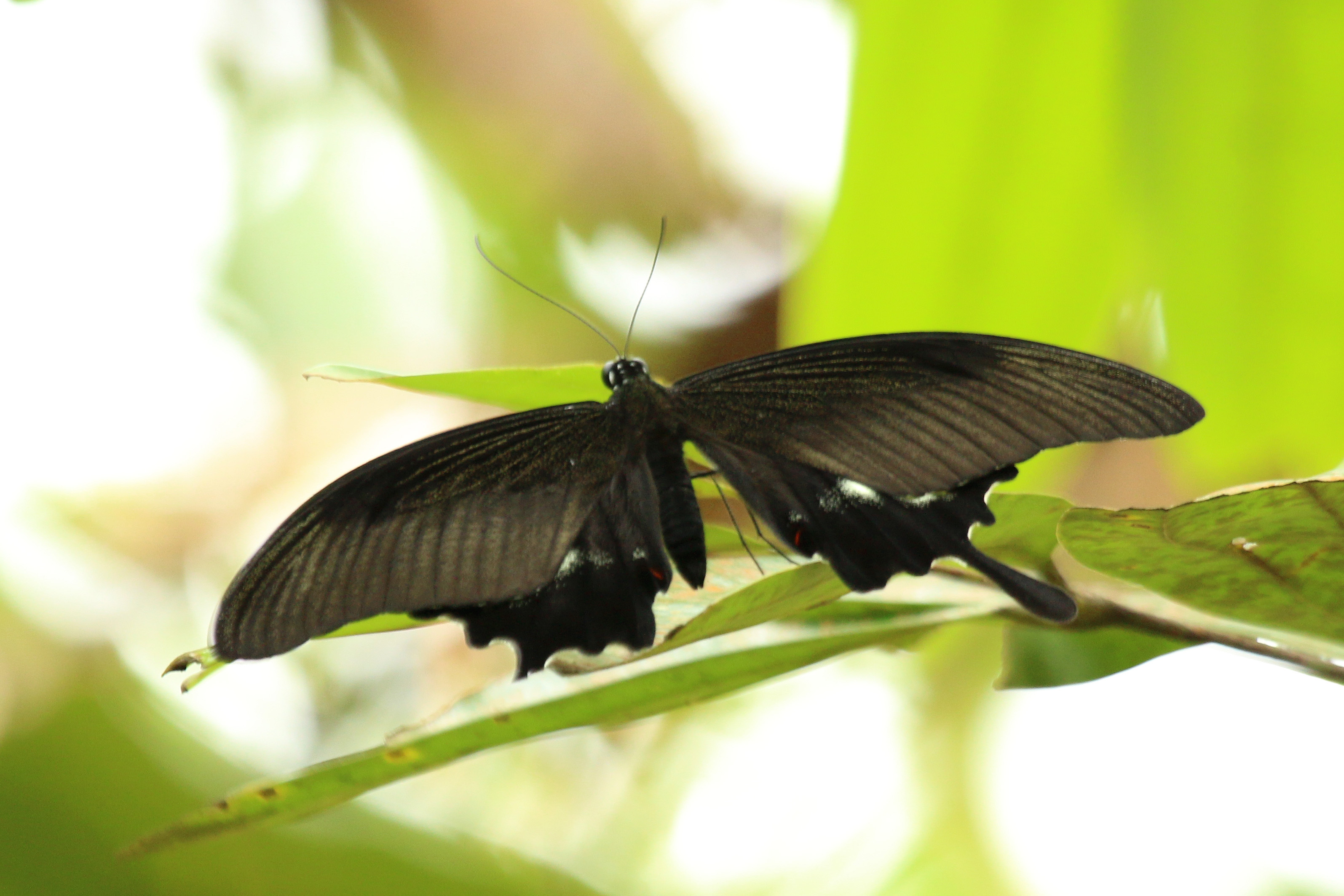
Imago vivant.

### Juvéniles
Les œufs sont lisses et sphériques. Les chenilles jusqu'au quatrième stade sont luisantes, orange, marron et blanches et imitent une fiente d'oiseau. Elles portent des épines barbelées qui se réduisent à chaque stade et disparaissent complètement au dernier stade. Au dernier stade les chenilles sont vertes avec le ventre beige, elles portent des bandes beiges et orangées sur le corps. L'avant du corps est renflé avec des ocelles de chaque côté ce qui permet à la chenille d'imiter une tête de serpent. La chrysalide présente des nuances de vert, blanc et marron. Elle est très arquée, porte des cornes sur la tête et une bosse sur le dos.

## Écologie
La femelle pond ses œufs isolément sur Maclurodendron porteri , un arbre pouvant dépasser 25 m de haut de la famille des Rutacées. Les chenilles consomment les feuilles de la plante-hôte et passent par cinq stades. Comme tous les Papilionides elles portent derrière la tête un osmeterium fourchu qu'elles déploient quand elles se sentent menacée et qui dégage une odeur malodorante. 
Les chenilles se changent en chrysalide sur une branche. La chrysalide est maintenue à la verticale par une ceinture de soie. Au bout de 13 à 15 jours la chrysalide devient noire, signe que l'éclosion approche. Le papillon éclot le jour suivant.
Les adultes volent près de la canopée, au niveau de la cime des arbres et se rapproche du sol pour se nourrir dans les buissons à fleurs ou pour rechercher des sites de ponte.

## Habitat et répartition
Papilio iswara vit dans les forêts tropicales humides, de préférence dans les clairières ou près des ruisseaux. L'espèce est présente en Indochine, dans le sud de la Birmanie, en Thaïlande, en Malaisie, au Brunei et en Indonésie.

## Systématique
L'espèce Papilio iswara a été décrite pour la première fois en 1842 par Adam White dans The Entomologist, à partir d'un spécimen trouvé à Penang (Malaisie).

### Sous-espèces
- Papilio iswara iswara
- Papilio iswara araspes

## Papilio iswaraet l'Homme

### Nom vernaculaire
L'espèce est appelée Great Helen ou Large Helen en anglais.

### Menaces et conservation
L'espèce n'est pas évaluée par l'UICN. En 1985 elle n'était ni rare, ni menacée. 